# Oliver Vidin
Oliver Vidin (ur. 5 grudnia 1977 w Skopje) – serbski trener koszykówki, obecnie trener WKS Śląsk Wrocław.
W marcu 2019 przestał być trenerem Interu Bratysława. W listopadzie 2019 dołączył do Śląska Wrocław. 19 maja 2021 został trenerem Zastalu Enea BC Zielona Góra. W lipcu 2023 został ogłoszony ponownie trenerem Śląska Wrocław.

## Osiągnięcia
Na podstawie, o ile nie zaznaczono inaczej.
Drużynowe
- Mistrzostwo:
  - Słowacji (2013, 2017)
  - I ligi fińskiej (2015 – II poziom rozgrywkowy)
- Wicemistrzostwo II ligi serbskiej (2008)¹
- Brąz ligi:
  - fińskiej (2016)
  - słowackiej (2018)
  - polskiej EBL (2021)[5]
- Finalista Pucharu Słowacji (2017) (2018) (2019)
- Zdobywca Pucharu Węgier (2024)[6]
- Złoty medal¹:
  - turnieju Alberta Schweitzera (2000)
  - mistrzostw Europy:
    - U–18 (2007)
    - U–16 (1999)

Indywidualne
(* – nagrody przyznane przez portal eurobasket.com)
- Trener roku ligi*:
  - ligi:
    - słowackiej (2010, 2017)[7][8]
    - fińskiej (2016)[9]

  - I ligi fińskiej (2015 – II poziom rozgrywkowy)[10]

¹ – jako asystent trenera